# Blackacidevil
Blackacidevil è il quinto album in studio del gruppo heavy metal statunitense Danzig, pubblicato nel 1996.

## Tracce
1. 7th House – 3:48
2. Blackacidevil – 4:25
3. See All You Were – 5:03
4. Sacrifice – 4:29
5. Hint of Her Blood – 5:03
6. Serpentia – 6:41
7. Come to Silver – 4:01
8. Hand of Doom: version – 2:53
9. Power of Darkness – 3:19
10. Ashes – 5:28

## Formazione
- Glenn Danzig - voce, chitarra, basso, tastiere
- Joey Castillo - batteria
- Joseph Bishara - tastiere, programmazione
- Josh Lazie - basso (nel brano Sacrifice)
- Jerry Cantrell - chitarra (nei brani See All You Were, Come to Silver, Hand of Doom: Version)
- Mark Chaussee - chitarra (nei brani Sacrifice, Serpentia)